# Cabilao
Cabilao ist eine kleine Insel der Philippinen. Sie gehört zu den Visayas, der zentralen Inselgruppe der Philippinen.
Die dreieckige Insel mit einer Fläche knapp 8 km² und etwa 3500 Einwohnern liegt 7,5 Kilometer vor der Westküste der Insel Bohol, in der Straße von Cebu, innerhalb der gleichnamigen Inselprovinz. Hauptort von Cabilao ist Looc in der Inselmitte.
Die Inselbewohner leben traditionell von Landwirtschaft und Fischfang, neuerdings auch vom Tourismus (vornehmlich dem Tauchtourismus).